# アベンジャーズ vs X-MEN
アベンジャーズ vs X-MEN (Avengers vs. X-Men)はマーベル・コミックのクロスオーバー作品。タイトルの通りアベンジャーズとX-Men二つのヒーローチームの激突を描く。

## あらすじ
Mデイによって200人以下に減ったミュータントもホープの覚醒によって次第に数を増やしつつあった。しかしかつて巨大な災厄をもたらしたフェニックス・フォースが再び地球に接近していることが確認される。フェニックス・フォースの目的はミュータントの救世主と信じられているホープ・サマーズだった。
ホープはフェニックス・フォースの接近を感じていたが、それについて何も話さない義理の祖父サイクロップスにいらだち夜な夜な街に繰り出しヴィランたちを相手に戦っていた。死んだ義父ケーブルに叩き込まれた戦闘技術を駆使してヴィランを圧倒しフェニックス・フォースとの戦いを決意する。
アベンジャーズは宇宙から飛来した物体と飛行機の激突事故に駆けつける。アベンジャーズの活躍により飛行機は無事に着陸したが、宇宙から飛来したのはスーパーヒーローノヴァだった。「あれが来る」との言葉を残し気絶するノヴァ。アイアンマンらはノヴァのコスチュームに付着していたエネルギー辺からノヴァを倒したのはフェニックス・フォースだと結論付ける。X-MENの本拠地ユートピアではサイクロプスやマグニートーがホープを訓練するが、その厳しさに耐えかねたホープがフェニックスの力を発現させてしまう。そしてそれはフェニックス・フォースの対策を練っていたアベンジャーズに感知されてしまう。
ユートピアを訪ねたキャプテン・アメリカはフェニックスから世界を守るためにホープの引き渡しを求めるが、サイクロプスはこれはミュータントの問題として拒否する。両者の話は最後まで平行線をたどり戦闘に突入。戦闘が始まるとS.H.I.E.L.D.のヘリキャリアからアベンジャーズのメンバーが降り立ち戦いが始まる。
乱戦の中アイアンマンとマグニートの戦いにクイックシルバーが割って入り父マグニートーを殴り倒す。アベンジャーズ側についたウルヴァリンにユートピアの面々から裏切り者と罵声が浴びせられる。キャプテン・アメリカとの戦闘が不利になりつつあったサイクロプスはマジックにリンボを通っての脱出を命じるがドクター・ストレンジに追跡されてしまい、リンボを舞台にストレンジとマジックの戦いが始まる。アイアンマンはユートピアのコンピューターをハッキングし、ユートピアは陥落寸前になる。乱戦の中ウルヴァリンとスパイダーマンは戦場を抜け出し、ユートピア内部に侵入しホープの確保に向かうがフェニックスの力を発現させたホープに撃退され、ホープはいずこかに姿を消してしまう。
ユートピアは陥落しX-MENは投降したがサイクロプスはアベンジャーズを告発する文書を全世界に公表した。アベンジャーズに捕らわれたX-MENだったがストレンジに勝利したマジックによって解放される。X-MENはセレブロを使いホープの行方を捜すがホープが作った攪乱装置のため反応が５つになっている。
アベンジャーズはチームを５つに分けてホープの捜索を開始した。南極にあるサベッジランドに向かうクィンジェットの中でホープの保護・隔離を主張するキャプテン・アメリカと即抹殺を主張するウルヴァリンが衝突、ウルヴァリンはジェットから突き落とされてしまう。雪原を進むウルヴァリンに彼を待っていたホープと出会う。ホープの説得によりウルヴァリンは一時的に行動を共にすることにする。かつてのヘルファイア・クラブの隠れ家に潜むエマはジーン・グレイ学園で用務員をしているトードをテレパシーで操り、セレブロを操作させ現状を確認する。ワカンダやラトベリアをはじめ世界各地でアベンジャーズとX-MENのホープ争奪戦が発生していた。
ウルヴァリンとホープはA.I.Mの宇宙船を奪い月のブルーエリアに降り立つ。そこはダークフェニックスに取りつかれたジーン・グレイを巡り、X-MENがシーアー帝国のインペリアル・ガードと死闘をくりひろげた、因縁の場所だ。ホープをアベンジャーズに引き渡そうとするウルヴァリン、阻止しようとするX-MEN、彼らの目の前に遂にフェニックス・フォースが出現する。
フェニックスはホープを自らの器として取り憑く。ホープは最初は受け入れていたものの、フェニックスを抑えきれなくなり、ウルヴァリンに自分を殺すように懇願する。フェニックスの炎に焼かれながらホープに近づくウルヴァリンだがサイクロプスのブラストに吹き飛ばされてしまう。ホープを巡り再びキャプテン・アメリカとサイクロプスが激突し、アイアンマンはヘンリー・ピム達と完成させたフェニックス・キラー・アーマーに乗り込みディスラプターを放つ。ホープに宿るはずだったフェニックスの力はホープに拒否され、更にディスラプターの直撃を受け分裂、サイクロプス、エマ・フロスト、ネイモア、コロッサス、マジックの５人に宿ってしまう。フェニックス・ファイブと名乗った５人はアベンジャーズを一蹴し地球に帰還する。
それから１０日後、旧友マグニートーの案内でユートピアに招かれたプロフェッサーXは、文字通り理想郷となったユートピアに驚愕する。フェニックス・ファイブは世界から飢餓、戦争、環境、エネルギーといった人類にとって克服不可能だったそれらの問題をその超宇宙的なパワーでわずか１０日余りで解決していったのである。いまやユートピアを含めた世界の王となったサイクロプスは自らが成し遂げた理想の世界の姿をプロフェッサーXに見せつける。それはプロフェッサーXの夢の結実だと信じていた。だが、プロフェッサーXは、何の代価も犠牲も払っていない安易な実現は虚構にすぎないと警告する。一方ミュータントによる人類の支配を懸念した大統領は、アベンジャーズにX-MENをなんとかするように懇願する。アベンジャーズはこの一連の事態の中心には必ずホープが存在し、打開の鍵もホープが握っていると結論、ホープ確保の為、再度ユートピアを急襲する。だがサイクロプスとエマが駆けつけ危機に陥る。アベンジャーズを助けに来たのはミュータントを絶滅寸前まで追いやったスカーレットウィッチだった。ユートピアに自分の居場所がなかったホープは自ら望んでアベンジャースと姿を消す。アベンジャーズの存在が自分達と人類の融和を妨げていると結論づけたサイクロプスは、キャプテン・アメリカのヘルメットの破片を拾い上げ呟く、「NO MORE AVENGERS.」。その言葉通り、フェニックス・ファイブに率いられたX-MENによるアベンジャーズ討伐戦が始まった。
手始めに、アベンジャーズタワーを襲いホークアイを瀕死の重傷に追い込んだフェニックス・ファイブだったが、アベンジャーズはワカンダに逃れる。一方フェニックス・ファイブは捕らえたホークアイの処遇を巡り意見の対立が起きていた。ワカンダではアベンジャーズがホープにフェニックス打倒のアドバイスを求めホープはスカーレットウィッチこそがフェニックスを倒せると言う。世界中でアベンジャーズとフェニックス・ファイブ率いるX-MENの戦いが起こり、ネイモアがスカーレットウィッチと対決し敗退してしまう。怒り狂ったネイモアは大津波とアトランティスの軍勢を引き連れてワカンダを襲う。迎え撃つアベンジャーズのメンバーだったが、フェニックス・フォースの圧倒的の力の前になすすべもなく叩きのめされる。だが、ソーが作った一瞬の隙を突いた、スカーレットウィッチのヘックスパワーによってネイモアは倒される。その体からフェニックスの力が抜け出て残りの４人の体に吸い込まれていく。そしてアベンジャーズはホープを連れ神秘の都クン・ルンに向かう。
クン・ルンでスパイダーマンから訓練を受けるホープ。アベンジャーズはユートピアに捕らわれた仲間を救出に向かうがコロッサスとマジックにソーを倒されてしまう。アイアンマンはクン・ルンの図書室の蔵書を調べ上げフェニックスを止めるためにはホープ、スカーレットウィッチ、アイアンフィストの力をどうにかして一つにまとめ上げなければならないとの結論に至る。コロッサスとマジックがソーを火山に落とす様を見ていたストーム、ピクシー、ガンビット、アーマーはフェニックス・ファイブへの不信感と自分達の正当性に疑念が生じる。プロフェッサーXがユートピアは去った事も知り疑念が確信に変わったのか、ストームの忠告を受け入れX-MENを離れる。
アベンジャーズはストームの手引きでソーが突き落とされた火山の火口に行く。そこはリンボとつながっていてプロフェッサーXが待っていた。アベンジャーズが侵入したことに気付いたマジックはコロッサスを連れアベンジャーズと対決する。ストームが突破口を開きアベンジャーズは脱出するがスパイダーマンは時間稼ぎの為に留まる。戦いとは名ばかりの、一方的に痛めつけられるスパイダーマンだったが、二人がフェニックス・フォースの影響で険悪な間柄になっている事に気付き、無駄口に次ぐ無駄口が功を奏し二人は互いのフェニックス・フォーズを奪おうとして共に自滅、スパイダーマンは重傷を負いながらも生還する。だが、クン・ルンにはホープを取り戻しにマジックとコロッサスのフェニックス・フォースを得て格段に力を増したサイクロプスが襲来する。
クン・ルンに降り立ちホープを取り戻そうとするサイクロプスをアイアンフィスト、アイアンマンが必死に止めようとするが一蹴される。ソー、ホークアイ、シングも加勢に入るがブラスト一発で薙ぎ払晴れてしまう。逃げ延びたホープはライコウと赤い龍シャオラオを連れて戻るが、全く歯が立たずシャオラオは倒される。アベンジャーズに止めをさそうとするサイクロプスにクン・ルンで修行したホープの拳が叩き付けられサイクロプスは月にまで吹き飛ばされる。そしてユートピアではマグニートーがプロフェッサーＸにエマは自制が効かなくなっていると呼びかける。
キャプテン・アメリカは万策が尽きつつある状況をなんとか打開するべくハルクに協力を要請、ハルクは快諾する。サイクロプスの下を離れた全X-MENもプロフェッサーXに導かれアベンジャーズ側についた。プロフェッサーXは最後の説得を試みようとユートピアのサイクロプスの前に現れるが説得は失敗し、サイクロプスはブラストを放つ。マグニートーが、プロフェッサーXがサイクロプスのブラストに焼かれる。孤立無援の状況に焦ったサイクロプスはフェニックス・フォースを独占する為、エマを背後から襲い、彼女のフェニックス・フォースを奪う。こうして、分散していたフェニックス・フォースは一つに集約され、サイクロプスはダーク・フェニックスと化した。
アベンジャーズとX-MENの強者を蹂躙し上空へと去るサイクロプス。サイクロプスの憎しみを表わすかのように大地は裂け、海は燃え、地球全体にフェニックス・フォースが吹き荒れる。その彼を捕まえホープとスカーレットウィッチの前に引きずり出すノヴァ。スカーレットウィッチのヘックスパワーだけがサイクロプスにダメージを与えることができ、その能力をコピーできるホープもサイクロプスを攻撃する。そしてアベンジャーズとX-MEN連合軍の総攻撃の中で一瞬正気を取り戻したサイクロプスが死を望む。ホープの拳がサイクロプスを討ち抜き、その体からフェニックスが飛び出し今度こそホープに憑りつく。フェニックスの力でサイクロプスの引き起こした災厄をいやすホープはホワイト・フェニックスになろうとする。スカーレットウィッチはそれを止めさせ二人はいう「NO MORE PHOENIX.」フェニックスの力は拡散し、世界中でミュータントが復活する。

## 登場人物

### X-MEN
サイクロプス
本名スコット・サマーズ。ミュータントの復活を願うが次第に独善的な性格になっていく。数を減らしたミュータントを守るため若手ミュータントを兵士として訓練している。ミュータントの希望であるホープにさえ軍事訓練を施し、「X-Men レガシー」 #261ではそれを知ったヴィランのエクソダスにまで「狂っている」と言われている。
エマ・フロスト
サイクロプスの恋人。強力なテレパシーとダイヤモンド化する皮膚を持つ。フェニックスの力を得てからはソーを圧倒するほどの力を見せる。
コロッサス
生体金属の皮膚を持つミュータント。ケイン・マルコ（ジャガーノート）に代わり魔石サイトラックの支配を受けている。フェニックスと同時に魔神サイトラックの支配も受けている。
マジック
セカンド・カミングでリンボに封じ込められていたがピクシーやガンビット達に救出された。テレポート能力と魔術の使い手。魔術の戦いではフェニックスの力を得る前でもDr.ストレンジを倒せるほどの力を見せた。
ガンビット
無機物にエネルギーを込めて爆弾に変える能力を持つ。サベッジランドでホープを追うキャプテン・アメリカと対決したがあっけなく敗れる。
レイチェル・サマーズ
異なる時間軸から来たサイクロプスとジーン・グレイの娘。彼女のいた未来ではミュータントは迫害されていて彼女自身もミュータントハンターにされていた。現在はジーン・グレイ学園でテレパスの教師をしている。彼女もフェニックスの力を宿していたがその力はフェニックスに帰っている。強力なテレパス。
マグニートー
人類の進化形であるミュータントこそ支配者であるべきとの思想を持っていたが、Mデイでミュータントが絶滅の危機に陥りユートピアのX-MENの協力者となる。X-MENのリーダーであるサイクロプスがかつての自分と同じ思想になってゆくのを危ぶんでいる。ユートピアを襲ったアイアンマンと激闘を繰り広げるがメシア・ウォー、セカンド・カミングからの疲弊もあり敗北。
ホープ・サマーズ
サイクロプスの息子であるケーブルの養女。Mデイ以降初めて生まれたミュータント。ミュータントからは希望の救世主と信じられ、反ミュータント主義者たちからは破滅をもたらすものとされメシア三部作を通して数々の組織に狙われてきた。周囲にいるミュータントの能力をコピーして使うことができる。義父ケーブルから戦士としての技術と心得を叩き込まれ、スパイダーマンからはヒーローとしてのありようを学んだ。
ジーン・グレイ
かつてフェニックス・フォースを宿し命を失ったサイクロプスの恋人。フェニックスの力を得たサイクロプスが一時的によみがえらせたがサイクロプスに忠告を与えると塵にかえった。

### アベンジャーズ
キャプテン・アメリカ
人類の平和のためにフェニックスと戦う。
アイアンマン
フェニックス・バスター・アーマーでフェニックスを攻撃したことがフェニックス・ファイブを生んだのではないかと苦悩する。ミュータントに対するキャプテン・アメリカの姿勢にシビル・ウォーの時の自分自身を重ねてみてしまう。
ソー
北欧神話の雷神。宇宙から飛来するフェニックス・フォースを止めるために戦っていた。
ウルヴァリン
サイクロプスと若手ミュータントの育成を巡り対立。サイクロプスと袂を分かちシーン・グレイ学園を設立し、かつてのプロフェッサーXのように教師として若手ミュータントに教鞭を振るっている。X-MENとの二足の草鞋だがかつてのダークフェニックス・サーガの経験からホープを殺そうとするができず、その身柄を確保してアベンジャーズに引き渡した。
スパイダーマン
強力な力も治癒力も持たないが、この戦いでは、ある意味一番の功労者。「大いなる力には、大いなる責任が伴う。」というベンおじさんの言葉を胸に戦う。その言葉はホープに伝えられホープの決意につながった。
ミズ・マーベル
本名キャロル・ダンバース。地球に飛来するフェニックスを阻止するためソーやキャプテン・ブリテンとともに宇宙で戦っていた。その際封印していた強化形態「バイナリー・フォーム」を使う。かつてX-MENのローグに記憶と能力を奪われた。ローグもキャロルに人格を支配された時期がある。今回この二人による因縁の対決が行われた。
ブラックパンサー
アフリカの小国ワカンダの王。X-MENのストームの夫。自国をアベンジャーズの拠点として提供したためネイモアにより甚大な被害をもたらされる。X-MENについたストームとの結婚を解消した。
スカーレットウィッチ
本名ワンダ・マキシモフ。マグニートーの娘。現実改変能力ヘックスパワーを持つミュータント。その力が暴走しアベンジャーズを壊滅させ、ハウス・オブ・Mにおいて「NO MORE MUTANT.」の一言でミュータントを絶滅寸前に追いやった。

### その他のヒーロー・ヴィラン
ノヴァ
本名サム・アレキサンダー。地球人だが宇宙を舞台に活躍するコズミック・ヒーロー。彼の父もかつてはノヴァだった。極秘任務を帯びる黒いヘルメットをかぶるブラック・ノヴァ。
ザ・シング
ファンタスティック・フォーのメンバーでマーベルワールドを代表するパワーキャラ。海底でネイモアと対戦し巨大魚の牙でネイモアを海底に串刺しにした。その後月のブルーエリアでコロッサスと対戦するが敗北。
デアデビル
X-MENのサイロックと対戦。サイロックに圧倒されるが「自分を見つめなおせ。」とサイロックに言い残し戦場から立ち去る。
ハルク
ワールド・ウォー・ハルクでS.H.I.E.L.D.の基地の地下に収容されていたが、デッドプールとのクロスオーバーワールド・ウォー・ハルクスで復活しフェニックスとの最終決戦に参加した。
プロテクター
アベンジャーズ #26に登場。本名ノー・ヴァー。クリー帝国の兵士。シークレット・インベージョンで地球に味方し、ダーク・アベンジャーズに参加。ソー達と宇宙でフェニックスと戦っていたがフェニックスのサンプルをクリーに持ち帰った。クリーを統治する人工知能スプリーム・インテリジェンスの地球を見捨てる言葉を聞きサンプルをソーたちに返すがソーは裏切りを許さず、地球、クリー双方から見限られた。
キャプテン・マーベル
シークレット アベンジャーズ #28に登場。本名マー・ベル。地球を巻き込んだクリー・スクラル戦争で地球に味方したクリーのスパイ。癌を患って病死したが彼の血族によってフェニックスのパワーを与えられ復活した。クリーを襲ったフェニックスにパワーを返し死亡。
ユニット
Uncanny X-Men #13に登場。数十億年を生き無限の知識を持つ機会生命体。ユートピアの監獄に収容されている。フェニックス制御の方法を知っていたが自らの興味と更なる知識を獲得するためにそれを知らせずにいた。
ミスター・シニスター
X-MENの宿敵の一人。Uncanny X-Men #14〜#20に登場。フェニックス・ファイブと対決。地下帝国でサイクロプス、セイバートゥースらミュータントのクローン軍団を作り出しフェニックスの力を手に入れようとした。#20では監獄に収容されたサイクロプスに女性化した姿で面会に来た。
ケーブル
本編の前日談である『Avengers:X-Sanction』の主人公。ホープの育ての親。セカンド・カミングで死亡したと思われていたが、実際には未来世界に飛ばされていた。未来世界はアベンジャーズがホープを殺したため荒廃しており、ケーブルはホープを守るため再び現代に帰還。テクノオーガニック・ウイルスに全身を侵されながら戦いアベンジャーズを追い詰めるがウルヴァリン、サイクロプスの加勢、ウイルスの進行もありサイクロプスに引き取られユートピアの集中治療室に入る。全身に広がったテクノオーガニック・ウイルスはホープがフェニックスの力を使い治療した。

## コレクテッド・エディション
| Title                                           | Material collected                                                                                             | ISBN           |
| ----------------------------------------------- | --- | -------------- |
| Avengers vs. X-Men Hard Cover                   | Avengers vs. X-Men #0–12, AvX: VS #1–6, Avengers vs. X-Men: Infinite #1, 6, 10, Material from Marvel Point One | 978-0785163176 |
| Avengers vs. X-Men                              | Avengers vs. X-Men #0–12, Material from Marvel Point One                                                       | 978-0785163183 |
| Avengers vs. X-Men: VS                          | AvX: VS #1–6, A-Babies vs. X-Babies #1                                                                         | 978-0785165200 |
| Uncanny X-Men by Kieron Gillen Volume 3         | Uncanny X-Men #11–14                                                                                           | 978-0785159971 |
| Wolverine and the X-Men by Jason Aaron Volume 3 | Wolverine and the X-Men #9–13                                                                                  | 978-0785159995 |
| New Avengers by Brian Michael Bendis Volume 4   | New Avengers #24–30                                                                                            | 978-0785161561 |
| Secret Avengers by Rick Remender Volume 2       | Secret Avengers #26–31                                                                                         | 978-0785161202 |
| Uncanny X-Men by Kieron Gillen Volume 4         | Uncanny X-Men #15–20                                                                                           | 978-0785165293 |
| Wolverine and the X-Men by Jason Aaron Volume 4 | Wolverine and the X-Men #14–17                                                                                 | 978-0785165422 |
| Avengers by Brian Michael Bendis Volume 4       | Avengers #25–30                                                                                                | 978-0785160793 |
| Avengers vs. X-Men: Avengers                    | Avengers Academy #29-33, Secret Avengers #26–28                                                                | 978-0785165811 |

## タイ・イン
主にX-MENのメンバーとアベンジャーズやその他のヒーローとの対決を描いている。
- AVX: VS #1-6
- Avengers vs. X-Men: Infinite #1, #6, #10
- Avengers #25-30
- Avengers Academy #29–33
- New Avengers #24-30
- Secret Avengers #26-28
- Uncanny X-Men #11-19
- Wolverine and the X-Men #9-16, #18
- X-Men: Legacy #266–270